# Папава, Акакий Амбакович
Акакий Амбакович Папава (груз. აკაკი ამბაკოს ძე პაპავა, 1890, Самтредиа, Кутаисский уезд, Кутаисская губерния, Российская империя — 27 июля 1964, Аргентина) — грузинский писатель, журналист и общественный деятель.

## Биография
Родился в 1890 году в Самтредиа (Кутаисский уезд Кутаисской губернии)
Окончил Кутаисское реальное училище и поступил на историко-филологический факультет Юрьевского университета. Оттуда перешёл на юридический факультет Императорского Московского университета, который окончил с отличием.
Внёс большой вклад в развитие грузинского театра. В 1914 году он был избран делегатом на первый съезд общегрузинских театральных деятелей, а общий съезд грузинских писателей назначил Акаки Папаву вторым председателем Союза писателей (первым был Котэ Макашвили).
26 мая 1918 года подписал Декларацию независимости Грузии.
В 1922 году Акаки Папава уехал в Германию, жил в Берлине. В 1923 году воссоединился с семьей, и вместе со своей женой начинает совместную литературную и научную деятельность.
Во время Второй мировой войны много переезжает по Европе, а в 1949 году уехал в Южную Америку, жил в Аргентине. Много сотрудничал в грузинской иммигрантской прессе — «Кавказ», «Судьба Картли», «Отечество», «Народная газета», писал драматические и исторические произведения.
В 1956 году супруги опубликовали книгу «მარიამ უკანასკნელი დედოფალი საქართველოსი». Издал также сборник стихов «1500-летний Тбилиси».
Особого внимания заслуживает вклад Папавы в поиск и спасение грузинских реликвий и артефактов, разбросанных за границей, среди них вышитая золотом и серебром обложка Тбилисского алтаря Сиона. Через долгое время Резо Табукашвили вернул её в Грузию и передал в Музей изобразительных искусств.
Умер в Аргентине 27 июля 1964 года. Согласно завещанию, останки были перевезены во Францию и захоронены на Левильском кладбище.